# Stormseizoen in Europa 2022-2023
Dit artikel geeft een overzicht van zware stormen in Europa in het seizoen 2022-2023. De periode loopt van september 2022 tot augustus 2023.
Seizoen 2022-2023 is het achtste Europese stormseizoen op rij waarin de stormen een eigen naam krijgen. De stormnamen van het nieuwe seizoen werden op 1 september 2022 vrijgegeven en zijn afwisselend vrouwelijk en mannelijk. Stormen die zich voordoen tot en met 31 augustus 2023 worden in dit seizoen opgenomen. Dit is het vierde seizoen waarin Nederland (het KNMI) meedoet, samen met de weersinstituten van Ierland en het Verenigd Koninkrijk (Western Group). De Portugese, Spaanse, Franse en Belgische (het KMI) meteorologische agentschappen werken opnieuw, voor de zesde keer, samen met het Luxemburgse weersinstituut (South-western Group). Dit is het tweede seizoen waarin Griekenland, Israël en Cyprus (Eastern Mediterranean Group), en Italië, Slovenië, Kroatië, Montenegro, Noord-Macedonië en Malta (Central Mediterranean Group) stormen benoemen die hun gebieden treffen.

## Achtergrond
In 2015 kondigden het Britse Met Office en Ierse Met Éireann een proefproject aan om stormwaarschuwingen een naam te geven als onderdeel van het Name our Storms-project voor windstormen en vroegen het publiek om suggesties. De meteorologische bureaus produceerden een volledige lijst met namen voor 2015-2016 tot en met 2017-2018, gemeenschappelijk voor zowel het Verenigd Koninkrijk als Ierland, waarbij Nederland vanaf 2019 deelneemt. Namen in het Verenigd Koninkrijk zullen gebaseerd zijn op de National Severe Weather Warning Service, wanneer een storm wordt beoordeeld met "code oranje" of "code rood". Het land waar een storm voor het eerst code oranje krijgt, mag de storm ook een naam geven.
Er zijn twee belangrijke naamlijsten: een opgesteld door de nationale meteorologische instanties van het Verenigd Koninkrijk, Ierland en Nederland, en een andere opgesteld door de equivalente instanties uit Frankrijk, Spanje, Portugal, Luxemburg en België. Bovendien zullen voormalige Atlantische orkanen hun naam behouden zoals toegewezen door het National Hurricane Center van de Verenigde Staten.

## Western Group
De volgende namen werden gekozen voor het seizoen 2022-2023 in het Verenigd Koninkrijk, Ierland en Nederland.
- Antoni
- Betty
- Cillian (niet gebruikt)
- Daisy (niet gebruikt)
- Elliot (niet gebruikt)
- Fleur (niet gebruikt)
- Glen (niet gebruikt)
- Hendrika (niet gebruikt)
- Íde (niet gebruikt)
- Johanna (niet gebruikt)
- Khalid (niet gebruikt)
- Loes (niet gebruikt)
- Mark (niet gebruikt)
- Nelly (niet gebruikt)
- Owain (niet gebruikt)
- Priya (niet gebruikt)
- Ruadhán (niet gebruikt)
- Sam (niet gebruikt)
- Tobias (niet gebruikt)
- Val (niet gebruikt)
- Wouter (niet gebruikt)

## South-western Group
De volgende namen werden gekozen voor het seizoen 2022-2023 in Frankrijk, Spanje, Portugal, Luxemburg en België.
- Armand
- Beatrice
- Cláudio
- Denise
- Efrain
- Fien
- Gerard
- Hannelore
- Isaack
- Juliette
- Kamiel
- Larisa
- Mathis
- Noa
- Oscar
- Patricia
- Rafael (niet gebruikt)
- Sarah (niet gebruikt)
- Tiago (niet gebruikt)
- Valerie (niet gebruikt)
- Waid (niet gebruikt)

## Eastern Mediterranean Group
De volgende namen werden gekozen voor het seizoen 2022-2023 in Griekenland, Israël en Cyprus.
- Ariel
- Barbarra
- Cleon (hittegolf)
- Daniel
- Elias (niet gebruikt)
- Fedra (niet gebruikt)
- Guy (niet gebruikt)
- Helena (niet gebruikt)
- Ionas (niet gebruikt)
- Jasmin (niet gebruikt)
- Kyros (niet gebruikt)
- Lahesis (niet gebruikt)
- Moses (niet gebruikt)
- Naias (niet gebruikt)
- Orpheas (niet gebruikt)
- Pnina (niet gebruikt)
- Rigena (niet gebruikt)
- Shmuel (niet gebruikt)
- Talia (niet gebruikt)
- Uranos (niet gebruikt)
- Vered (niet gebruikt)
- Xanthia (niet gebruikt)
- Zoe (niet gebruikt)

## Central Mediterranean Group
De volgende namen werden gekozen voor het seizoen 2022-2023 in Italië, Slovenië, Kroatië, Montenegro, Albanië en Malta.
- Ana
- Bogdan
- Clio
- Dino
- Eva
- Fobos
- Gaia
- Helios
- Ilina
- Leon
- Minerva
- Nino
- Olga
- Petar
- Rea
- Silvan (niet gebruikt)
- Talia (niet gebruikt)
- Ugo (niet gebruikt)
- Vesta (niet gebruikt)
- Zenon (niet gebruikt)

## Central & Southern Group
De Vrije Universiteit Berlijn benoemt stormdepressies in Centraal-Europa maar gebruikt geen vooraf samengestelde namenlijst.
- Bettina
- Elke
- Marion
- Philomena
- Regina
- Poly

## Stormen

### Ex-Danielle
De Atlantische orkaan Danielle van categorie 1 ontaardde in een extratropische cycloon die Portugal en delen van West-Spanje trof. Vanaf de ochtend van 12 september 2022 werd het grootste deel van het vasteland van Portugal getroffen door regen en onweer. De storm zorgde voor plaatselijke overstromingen en aardverschuivingen, met name in het gebied van de Serra da Estrela, zoals Manteigas, als gevolg van de bosbranden die in augustus plaatsvonden.

### Storm Ana (Reili)
Storm Ana werd op 15 september 2022 benoemd door de Italiaanse meteorologische dienst en dezelfde storm kreeg de naam Reili van de Vrije Universiteit Berlijn. De storm veroorzaakte tussen 15 en 16 september verwoestende overstromingen in de Italiaanse regio Marche, waarbij vooral de stad Ancona werd getroffen, waar 12 mensen omkwamen en 50 anderen gewond raakten.

### Storm Bogdan
Storm Bogdan werd op 24 september 2022 benoemd door de Italiaanse Meteorologische Dienst. De Medicane trok met windsnelheden van maximum 95 km/h van 24 tot 29 september over Tunesië, Italië, Griekenland en de Balkan, maar er vielen geen slachtoffers.

### Storm Clio
Storm Clio werd op 25 september 2022 benoemd door het "Instituut voor Hydrometeorologie en Seismologie" van Montenegro. De storm bracht lichte regen en een matige bries (maximum windsnelheden van 35 km/h) over het land.

### Storm Dino
Storm Dino werd op 30 september 2022 benoemd door de Italiaanse Meteorologische Dienst waarbij een windvlaag van 135 km/h werd geregistreerd. Later trof de storm begin oktober Griekenland met windsnelheden tot 85 km/h.

### Storm Bettina
Storm Bettina werd op 7 oktober 2022 benoemd door het Duitse meteorologische agentschap, de Deutscher Wetterdienst. Toen storm Bettina op 9 en 10 oktober IJsland trof, rapporteerde het European Severe Storms Laboratory (ESSL) 181 stormrapporten, waarvan 156 hevigewindrapporten van minstens 25 meter per seconde en 25 rapporten over zware sneeuwval. Als gevolg van de storm vielen ongeveer 500 klanten van energiemaatschappij RARIK zonder stroom. Op 9 oktober werden in IJsland tientallen elektriciteitsmasten beschadigd of vernield en meerdere wegen werden onbegaanbaar.

### Storm Elke
Storm Elke werd op 14 oktober 2022 benoemd door de Deutscher Wetterdienst. De storm trof Noorwegen, Denemarken, Zweden, Estland en Rusland van 16 tot 17 oktober, waarbij bomen werden ontworteld, huizen werden beschadigd en stroomstoringen werden veroorzaakt. Op 16 oktober veroorzaakten twee EF1-tornado's schade in Noorwegen. De gebeurtenis werd later door het European Severe Storms Laboratory geclassificeerd als een derecho ingebed in het lagedrukgebied Elke in plaats van een Europese storm. De storm drong het Noordpoolgebied binnen en verdween op 21 oktober.

### Storm Armand (Georgina)
Storm Armand werd op 19 oktober 2022 benoemd door de Portugese Meteorologische Dienst waarbij rukwinden tot 130 km/h werden geregistreerd. De storm werd genoemd naar de bekende Belgische weerman Armand Pien (1920-2003). De storm werd door de Deutcher Wetterdienst Georgina genoemd.

### Storm Béatrice (Helgard II)
Een koudegolf veroorzaakte een extratropische cycloon in Europa en de storm werkte samen met een anticycloon in het zuiden in de Atlantische Oceaan. De storm trok richting Spanje en Portugal, waar hij op 22 oktober de naam Beatrice kreeg. Het systeem werd door de Deutscher Wetterdienst Helgard II genoemd en Helgard I ging verder naar Oost-Europa. Helgard II bracht vervolgens zware wind en regen naar het Iberisch Schiereiland. De buitenste banden van deze storm waren ook verbonden met supercellen in Noord-Frankrijk en Zuid-Engeland, die minstens negen tornado's produceerden, waaronder de intense EF3-tornado die op 23 oktober Bihucourt (Pas-de-Calais) en de provincie Henegouwen (België) trof.
Een band van intense onweersbuien aan de noordelijke voorrand van Beatrice trok in de middag en avond van 23 oktober door Zuid- en Oost-Engeland, waar een gele weerswaarschuwing voor onweersbuien werd afgegeven. Er werd op grote schaal melding gemaakt van zware regenval en harde wind, resulterend in enkele overstromingen en materiële schade en het luchtverkeer op Heathrow Airport werd urenlang verstoord. Een klein meisje raakte gewond door een losgekomen poort tijdens een zware windstoot. Op 27 oktober trok de storm noordwaarts richting IJsland en verdween.